# AK Bibliothek Wien für Sozialwissenschaften
Die AK Bibliothek Wien für Sozialwissenschaften (bis 2008 Sozialwissenschaftliche Studienbibliothek der Kammer für Arbeiter und Angestellte für Wien) ist eine österreichische Bibliothek. Es handelt sich um eine öffentlich zugängliche und kostenlos benutzbare wissenschaftliche Bibliothek, sie befindet sich im Erdgeschoß des Hauptgebäudes der Kammer für Arbeiter und Angestellte (AK) in Wien.
Die AK Bibliothek Wien ist Österreichs bedeutendste Spezialbibliothek im Bereich der Sozialwissenschaften. Sie ist die zentrale Bibliothek der österreichischen Arbeiter- und Gewerkschaftsbewegung, neben ihr gibt es in Österreich sechs weitere Bibliotheken der AK-Länderkammern. Der knapp 500.000 Bände und 900 Zeitschriften umfassende Bestand  konzentriert sich auf die Gebiete Politik, Zeitgeschichte, Sozialpolitik, Arbeitsmarktpolitik, Umweltpolitik, Recht, Wirtschaftswissenschaft, Bildung, Arbeiterbewegung, Frauenforschung und Frauenbewegungen, Psychologie, Sexualität, Soziologie und Philosophie. Österreichweite Verwendung bis in die 1990er fand die in den frühen 1980ern an der AK Bibliothek Wien entwickelte Bibliothekssoftware BIBOS.
Für 2012 standen 341.000 Euro für Neuerwerbungen zur Verfügung und die Bibliothek hatte 17,5 Vollzeitbeschäftigte. Als Bibliothekssoftware verwendet man heute Aleph, vor 1980 erworbene Medien sind im OPAC derzeit noch nicht vollständig erfasst. Gemeinsam mit den anderen AK Bibliotheken werden in einem eigenen Katalog auch E-Books angeboten. Seit 2003 gehört die Bibliothek dem Österreichischen Bibliothekenverbund an, erst seit 2006 ist die Ausleihe außer Haus möglich.
Die Bibliothek wurde 1921 gegründet und war ab 1922 bis zur Entführung des gesamten Bestands durch die Nationalsozialisten öffentlich zugänglich. Bereits 1945 fand die Neugründung statt, ihr Standort war weiterhin das ÖGB-Haus in der Ebendorferstraße 7 im 1. Wiener Bezirk. Seit 1960 befindet sie sich an ihrem heutigen Standort in der Prinz-Eugen-Straße 20–22 im 4. Wiener Bezirk. Nach einem zweijährigen Umbau hat die Bibliothek 2008 wiedereröffnet.

## Lage und Gebäude
Die AK Bibliothek Wien befindet sich im Gebäude der Wiener Arbeiterkammer in der Prinz-Eugen-Straße 20–22. Dort nimmt sie einen großen Teil des Erdgeschoßes und einen kleinen Teil des ersten Obergeschoßes ein. Die Bibliotheksverwaltung sowie der Benutzerbereich befinden sich im Erdgeschoß, die Bücher sind in nur für Mitarbeiter zugänglichen Magazinen nach fortlaufender Nummer aufgestellt, die sich vom Erdgeschoß bis ins vierte Untergeschoß erstrecken. Der Benutzerbereich gliedert sich in den Eingangssaal, in dem die Entlehnung, aktuelle Zeitschriften und Zeitungen sowie Computerarbeitsplätze untergebracht sind sowie in einen Lesesaal mit einem Freihandbereich von mehreren tausend Bänden. Der Bibliotheksbau ist 1959 fertiggestellt worden und zählte damals zu den modernsten Wiens. Von 2006 bis 2008 ist er umgebaut und renoviert worden.

## Bestand
| Jahr | Bände   | Periodika | Ankaufsbudget        |
| ---- | ------- | --------- | -------------------- |
| 1923 | k. A.   | k. A.     | 108 Millionen Kronen |
| 1924 | 80.000  | 340       | 217 Millionen Kronen |
| 1925 | 92.000  | 414       | 42.292 Schilling     |
| 1926 | 95.215  | 438       | 49.572 Schilling     |
| 1927 | 100.000 | k. A.     | 60.704 Schilling     |
| 1928 | 110.000 | k. A.     | 73.213 Schilling     |
| 1929 | 112.000 | 700       | 59.790 Schilling     |
| 1930 | 116.000 | k. A.     | 60.360 Schilling     |
| 1931 | 129.564 | 650       | 52.485 Schilling     |
| 1932 | 135.460 | 573       | 41.278 Schilling     |
| 1933 | 140.000 | k. A.     | 23.658 Schilling     |
| 1935 | 144.000 | k. A.     | ca. 21.000 Schilling |
| 1936 | 140.000 | k. A.     | ca. 21.000 Schilling |
| 1946 | 5000    | 100       | k. A.                |
| 1948 | 6444    | 270       | 46.700 Schilling     |
| 1950 | 9544    | 523       | k. A.                |
| 1955 | 40.894  | 732       | k. A.                |
| 1960 | 70.149  | 786       | k. A.                |
| 1965 | 104.938 | 849       | k. A.                |
| 1970 | 132.841 | 918       | k. A.                |
| 1975 | 157.973 | 923       | k. A.                |
| 1980 | 188.022 | 1104      | k. A.                |
| 1985 | 223.272 | 1220      | k. A.                |
| 1990 | 283.626 | 1270      | k. A.                |
| 1995 | 349.388 | 1184      | k. A.                |
| 2010 | 485.000 | k. A.     | 330.000 Euro         |
| 2012 | 497.000 | k. A.     | 341.000 Euro         |

### Druckschriften
Der Bestand umfasste 2020 rund 500.000 Bücher, Zeitungen und Zeitschriften, fortlaufende Sammelwerke sowie 40.000 digitale Objekte. Von den Zeitungen und Zeitschriften führte man 778 in gedruckter Form und 109 als elektronische Zeitschriften. Der Neuzugang belief sich 2012 auf fast 6000 physische Einheiten. Die Auswahl der Neuerwerbungen erfolgte bis in die 1980er durch den Bibliotheksleiter, seither sind Fachreferenten zuständig.
Sammelschwerpunkte sind Politik, Zeitgeschichte, Sozialpolitik, Arbeitsmarktpolitik, Sozialversicherung, Rechtswissenschaften (insbesondere Arbeits- und Sozialrecht), Wirtschaftswissenschaften, Wirtschaftspolitik, Bildung und Erziehung, Arbeiterbewegung, Frauenbewegung, Umweltschutz, Kommunalpolitik, Soziologie, Sexualwissenschaft, Psychologie und Philosophie.

### E-Medien

#### E-Books
Im Jahr 2023 verfügte man über 25.000 E-Books. Über das Projekt „AK Bibliothek digital“ sind E-Books verfügbar, die entweder über den OPAC oder einen eigenen Katalog gefunden und kostenlos ausgeliehen werden können. Die sieben AK Bibliotheken Österreichs haben den Online-Buchhändler OverDrive als Aggregator beauftragt und 2011 bereits rund 8000 E-Books angeboten. Im ersten halben Jahr erfolgten 30.000 Entlehnungen. Aufgrund der unterschiedlichen Ausrichtungen der Teilnehmerbibliotheken gibt es verschiedene Schwerpunkte, rund die Hälfte der E-Books entfiel auf Belletristik, je 15 % auf Sozial- und Geisteswissenschaften.

#### Zeitungen
Ungefähr 3000 aktuelle Zeitungen in mehr als 60 Sprachen aus über 100 Ländern stehen gratis online zur Verfügung und bieten unbegrenzten parallelen Zugang. Je nach Zeitung ist auch ein Archiv abrufbar. Auch die wichtigsten österreichischen Tageszeitungen können so als E-Paper gelesen werden.

#### Filme
Über die Plattform „Filmfriend“ werden über 3.500 Spielfilme, Dokumentationen und Serien kostenlos angeboten.

#### Publikationen der AK Wien
Über eine eigene von der AK Bibliothek Wien verwalteten Plattform stehen der Großteil der Publikationen der Arbeiterkammer Wien zum Ansehen und Herunterladen zur Verfügung. Im September 2023 umfasste das Angebot 800.000 Seiten in fast 9.000 Publikationen.

### Sondersammlung
Als Sondersammlung wird eine Flugschriften-, Plakat- und Bildersammlung zum Wiener Oktoberaufstand 1848 gehalten. Die Bibliothek kaufte 1952 eine rund 1000 Stücke umfassende Sammlung des SDAP-Politikers Max Wagner und ergänzte diese in der Folge zu einer der umfangreichsten ihrer Art.

### Bedeutende Objekte
Vom Altbestand sind 600 Titel des Sozialismus im 19. und frühen 20. Jahrhundert erwähnenswert. Darunter fallen etwa Erstausgaben der europäischen Frühsozialisten über Ferdinand Lassalle bis zu Karl Marx. Ebenfalls zum Altbestand zählen Bücher zur frühen Arbeiterbewegung, zu den Revolutionen des 18. und 19. Jahrhunderts sowie Literatur zur Sozialpolitik und Wirtschaftswissenschaft. Von den gehaltenen Zeitschriften und Zeitungen reichen etwa zwanzig bis ins 19. Jahrhundert zurück.

### Verlorene Bestände
Vier in den 1920ern eingegliederte Privatbibliotheken bekannter österreichischer Sozialisten machten zusammen über 50.000 Bände aus. Sie bildeten den Kern des Buchbestands, gingen allerdings nach dessen Verschleppung durch die Nationalsozialisten von 1938 bis 1939 zum großen Teil verloren. Später zurückerstattet wurden rund 5000 Bände Pernerstorfers, 2000 der Adlers, 500 der Mengers und 600 der Winarskys.
Engelbert Pernerstorfers Bibliothek verfügte über eine literarische Abteilung mit belletristischen, literatur- und sprachwissenschaftlichen Werken und eine sozialwissenschaftliche Abteilung mit philosophischen, historischen, zionistischen, sozialpolitischen und sozialistischen Schriften. Leopold Winarsky sammelte vor allem Bücher zur Revolution 1848 und zur Französischen Revolution. Anton Mengers Bibliothek umfasste Schriften der Frühsozialisten, verschiedener Wirtschafts- und Sozialpolitiker sowie Nationalökonomen, wie auch Sammlungen seltener sozialistischer Periodika. Die Bibliothek Viktor Adlers steuerte vor allem die moderne sozialistische und sozialpolitische Literatur bei.

## Betriebswirtschaft, Organisation und Rechtliches

### Einnahmen, Ausgaben und Beschäftigte
| Bibliotheksleiter  | Jahre        |
| ------------------ | ------------ |
| Fritz Brügel       | 1921–1934    |
| Anton Birti        | 1934–1938    |
| Johann Sturm       | 1946–1956    |
| Bernhard Glesinger | 1956–1961    |
| Gottfried Hatzl    | 1961–1977    |
| Maria Biebl        | 1977–1979    |
| Josef Vass         | 1979–1998    |
| Herwig Jobst       | 2000–2012    |
| Ute Wödl           | 2012 – heute |

Für die Neuerwerbungen des Jahres 2012 gab die Bibliothek 341.000 Euro aus. Über die Gesamtausgaben und die Personalkosten sowie über Einnahmen liegen der Statistik Austria keine Zahlen vor. Die Mitarbeiterzahl belief sich 2009 und 2010 auf 20 Personen, dazu kamen vier weitere in der der Bibliothek angeschlossenen Dokumentation. Im Jahr 2012 waren in Vollzeitäquivalenten 17,5 Beschäftigte angestellt.
Während der Ersten Republik war die Bibliothek eine der größten Abteilungen der Wiener Arbeiterkammer, rund 11 % der Angestellten des Kammerbüros waren Bibliothekare. Bis Juni 1921 hatte man vier Personen eingestellt, in den folgenden Jahren wuchs der Personalstand auf neun Beschäftigte. Ab 1934 halbierten die Austrofaschisten das Personal und platzierten zwei Vertrauensleute der neuen Kammerleitung von der statistischen Abteilung in der Bibliothek.
Im Jahr 1945 konnten aufgrund von Emigration, Tod und politischer Belastung nur zwei der ehemaligen Mitarbeiter wieder eingestellt werden, die Bibliotheksleitung wurde Anfang 1946 dem 23-jährigen Medizinstudenten Johann Sturm anvertraut. Bis Ende der 1940er Jahre erhöhte sich die Mitarbeiteranzahl auf insgesamt sechs Personen. Bis zur Wiederöffnung waren es zehn und Mitte der 1950er Jahre bereits 13 Mitarbeiter. Dieser Stand wurde fast 20 Jahre lang konstant gehalten, wobei je zwei bis drei der Angestellten dem höheren und gehobenen Dienst zuzurechnen waren. Ab 1975 wurde die Beschäftigtenzahl erhöht, bis 1988 20 Personen angestellt waren.

### Organisation und Rechtliches
Träger der Bibliothek ist die AK Wien. Insgesamt gibt es in Österreich sieben Bibliotheken der neun AK-Länderkammern, die aber nicht alle wissenschaftliche Bibliotheken sind. Innerhalb der AK Wien gehört die Bibliothek zusammen mit sechs weiteren Abteilungen zum Bereich Bildung und Konsument:innen.
Von 1945 bis 1971 erfolgte die Dokumentation von Zeitschriften- und Zeitungsartikeln für die Tätigkeit der Arbeiterkammer durch die Bibliothek. Ein seit 1957 geplantes, umfangreiches Archiv zur Arbeiterbewegung wurde als „Sozialarchiv“ nur rudimentär verwirklicht und bestand bis 1981 innerhalb der Bibliothek. Auch heute ist der Bibliothek eine Abteilung für Dokumentation angeschlossen, die „Sowidok“. Sie recherchiert für das Management der AK und archiviert Medienberichte.
Die heutige Benützungsordnung ist seit 2008 in Kraft. Die AK Bibliothek verfügt über keine Pflichtexemplarrechte.

## Benutzung
Bis 2003 erhielt man das Prinzip einer Präsenzbibliothek (mit Ausnahme der Fernleihe), ab 2003 waren Ausleihen über das Wochenende möglich, seit 2006 können Medien allgemein entlehnt werden. Zielgruppe der wissenschaftlichen Spezialbibliothek sind primär Studenten, Lehrende, AK-Angestellte und Forschende. Volksbildnerische Aufgaben stehen im Hintergrund: zwar kommen auch Arbeitnehmer in die Bibliothek, die Studenten bilden aber die größte Benutzergruppe. Insgesamt gab es 2010 rund 11.600 Leser, 2011 erfolgten etwa 12.100 Entlehnungen und 1.600 Fernleihen.

## Kataloge, Regelwerke und EDV
Als integriertes Bibliothekssystem verwendet die AK Bibliothek seit ihrem Beitritt zum Österreichischen Bibliothekenverbund im Jahr 2003 die Software Aleph, welche 2017–2021 durch die Cloudbasierte Software Alma abgelöst wurde. Für die Öffentlichkeit sind die Druckschriften über einen OPAC durchsuchbar, wo registrierte Leser gefundene Medien auch bestellen können. Auch die digitalen Medien wie E-Books können über den OPAC gefunden werden. Aufgenommen werden neue Titel nach den im Bibliothekenverbund gängigen Regelwerken, also derzeit nach RDA. Als Software für den OPAC wird eine angepasste Version der Open-Source-Software VuFind eingesetzt.
Historisch
Vor dem Zweiten Weltkrieg waren ein Autoren- und ein Titelkatalog vorhanden, ebenso ein systematischer Sachkatalog. Daneben gab es Sonderkataloge für die Leihgaben der SDAP und der Universität Wien, die zum Teil noch von den Leihgebern selbst stammten. Zur Information der Benutzer wurden von 1925 bis 1931 eigene Zuwachslisten erstellt. Seit 1927 veröffentlichte die Bibliothek auch eine sogenannte „Zeitschriftenschau“, um auf relevante Zeitschriftenartikel aufmerksam zu machen. Von 1929 bis 1933 arbeitete man hierbei mit dem Institut für Sozialforschung in Frankfurt am Main zusammen.
Im neuen Gebäude war seit 1960 ein Katalogsaal zugänglich, der einen Nominalkatalog nach den Preußischen Instruktionen und einen Schlagwortkatalog (mit 3600 Schlagworten im Jahr 1961) nach internen Hausregeln beherbergte. Als Vorbereitung auf den nahenden EDV-Einsatz brach man diese Kataloge 1980 ab und katalogisierte fortan nach den RAK bzw. nach einer überarbeiteten Schlagwortliste, wobei den Schlagworten nun auch je eine Zahl der Dewey-Dezimalklassifikation beigefügt war. Die Katalogkarten stellte man nun nach dem internationalen Format (12,5 × 7,5 cm) her, ab 1982 nicht mehr manuell, sondern maschinell. Aus Mangel an EDV-Geräten für die Benutzer und weil noch zu wenige digitale Titelaufnahmen existierten, wurden die Karten bis 1989 weiter produziert.
Nach der Einführung von BIBOS 1982 stand den Lesern nur über den Informationsdienst ein Computerterminal zur Verfügung, 1990 kamen zwei Terminals extra für Benutzer hinzu. Nach zwei weiteren Stationen im Jahr 1993 konnte der neue Katalog (von 1980 bis 1989) entfernt werden, der alte verblieb im Katalogsaal, da die Titelaufnahmen von vor 1980 noch kaum rückerfasst waren. Der BIBOS-Verbundkatalog ging 1996 im Probebetrieb erstmals auch im WWW online. Er wies 216.000 Datensätze und damit 60 % des Gesamtbestandes nach. Ab 2012 arbeitete die OBVSG die Katalogkarten des alten Katalogs auf und ins heutige System ein. Projektziel war der Nachweis des gesamten Bestands der AK Bibliothek Wien im österreichischen Verbundkatalog. Das Projekt konnte im Januar 2016 erfolgreich abgeschlossen werden. Insgesamt wurden über 150.000 Katalogkarten (davon über 55.000 Verweise) ohne Autopsie in den elektronischen Katalog eingearbeitet. Durch die Nutzung von Fremddaten belief sich der Anteil an Neuaufnahmen auf nur 15 %.

## Geschichte

### Vorgeschichte und Gründung
Im Jahr 1920 beschloss die österreichische Konstituierende Nationalversammlung ein Gesetz zur Errichtung von Arbeiterkammern. Um ihre Aufgaben erfüllen zu können und die Bildungsaktivitäten der Gewerkschaften zu unterstützen, nahmen die neuen Arbeiterkammern der einzelnen Bundesländer bald wissenschaftliche Bibliotheken – sogenannte „Studienbibliotheken“ – in Betrieb, die sowohl Fachliteratur für die Arbeiterkammern selbst, als auch allgemeinere Literatur für die Öffentlichkeit bereitstellen sollten. Wo die Arbeiterbewegung schwach vertreten war und deshalb noch keine entsprechenden Büchereien vorhanden waren (etwa in Tirol, Vorarlberg und Kärnten), richteten die Arbeiterkammern zusätzlich populäre Arbeiterbüchereien ein, die teilweise auch als Wanderbüchereien mithilfe von Bücherkoffern durch die Gemeinden und Betriebe zogen.

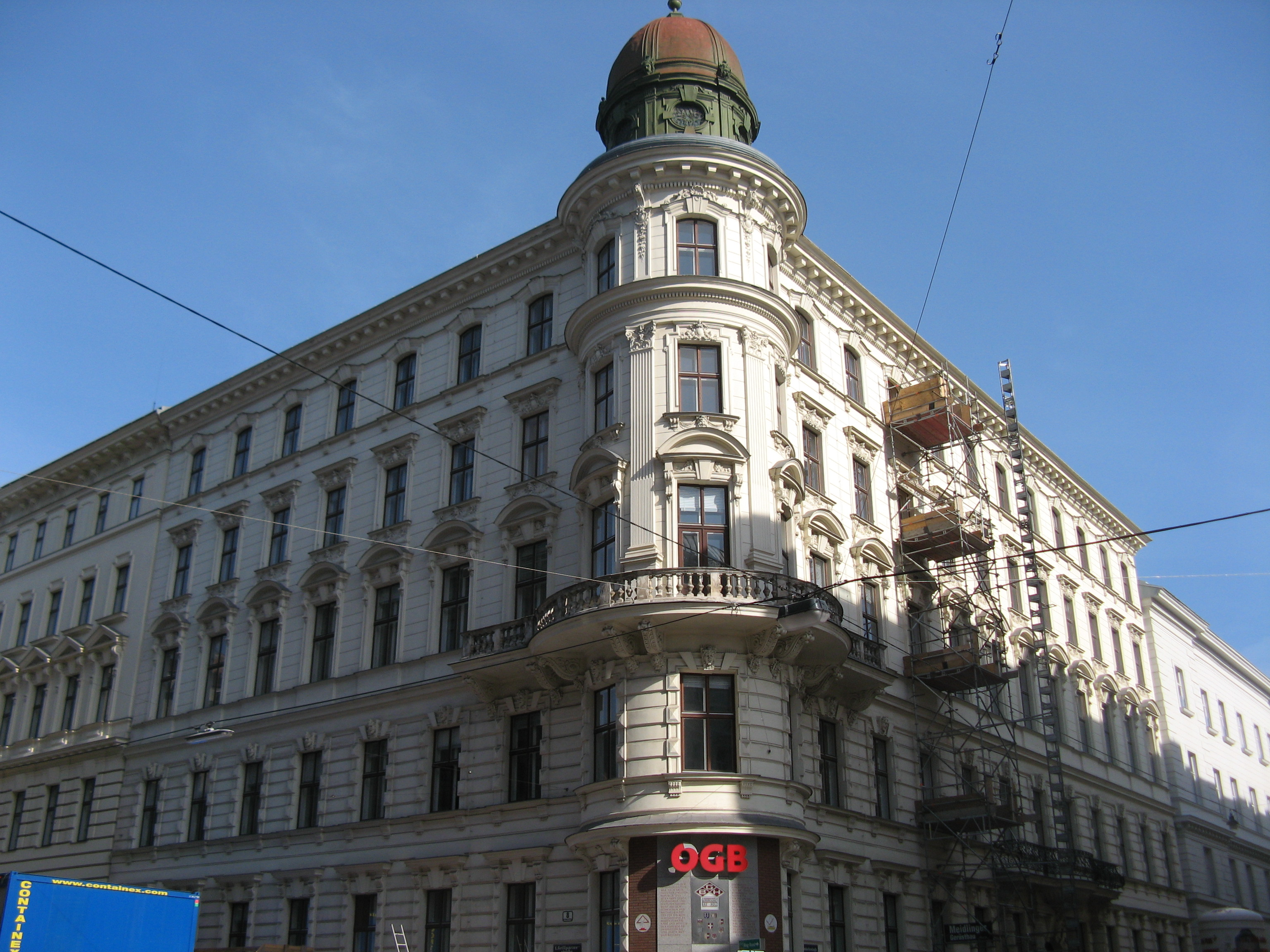
Ebendorferstraße 7

Mit der Wiener Arbeiterkammer wurde im Frühjahr 1921 in der Ebendorferstraße 7 auch eine interne Amtsbibliothek eingerichtet, die bereits am 18. September 1922 als „Sozialwissenschaftliche Studienbibliothek bei der Kammer für Arbeiter und Angestellte für Wien“ eröffnet und der Öffentlichkeit zugänglich gemacht wurde. Nach informellen Gesprächen, an denen die SDAP-Parteivorstandsmitglieder Friedrich Adler und Otto Bauer sowie der Wiener Arbeiterkammerdirektor Ferdinand Hanusch beteiligt gewesen waren, kam es 1922 zu einer Vereinbarung, die wertvollen Privatbibliotheken Engelbert Pernerstorfers und Leopold Winarskys in der neuen Arbeiterkammerbibliothek aufzustellen. Diese befanden sich im Besitz des SDAP-Parteivorstands und wurden der Arbeiterkammer nun als Leihgabe überlassen.
Man unterstellte die Bibliothek einem sechsköpfigen Kuratorium unter der Leitung Friedrich Adlers und gab ihr zur Aufgabe, durch die Bereitstellung spezialisierter Literatur im Bereich der Sozialwissenschaften und Arbeiterbewegung das auf Massenbildung ausgelegte Netz der Wiener Arbeiter- und Volksbüchereien zu ergänzen. Laut Adler sollte sie die wissenschaftliche Grundlagenarbeit der Arbeiterkammer ermöglichen, den unterrichtenden Lehrkörpern der Arbeiterkammer zur Verfügung stehen und als Archiv für die Geschichte der Arbeiterbewegung dienen. Den Kern des Bibliotheksbestands bildeten die etwa 20.000 Bände umfassende Sammlung Pernerstorfers, die geschlossen im sogenannten „Pernerstorfer-Zimmer“ aufgestellt war, sowie die um einiges kleinere und in den Magazinsbestand eingegliederte Bibliothek Leopold Winarskys. Hinzu kamen abonnierte Zeitschriften sowie neu angekaufte Klassiker der Sozialwissenschaften und Neuerscheinungen in den Bereichen Gewerkschaftsbewegung, Sozial- und Wirtschaftspolitik. Beschränkte sich die Zielgruppe anfangs noch auf Forscher, Funktionäre und Referenten, versuchte man bald auch Studenten und die Kursteilnehmer der Arbeiterbildung anzusprechen.

### 1920er Jahre bis 1933

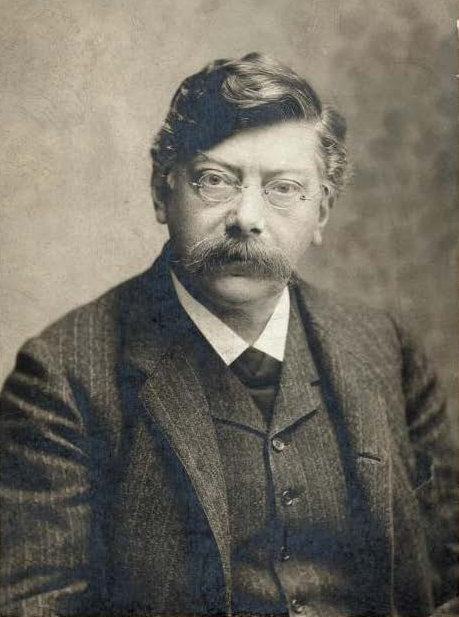
Rund 12.000 Bände wurden aus der Bibliothek Viktor Adlers übernommen

Bereits in den frühen 1920er Jahren bewirkte die Eingliederung zweier weiterer Sammlungen, dass die Bibliothek zu einer international angesehenen Einrichtung wurde. 1923 wurde von der Universität Wien die 16.000 Bände umfassende Bibliothek des sozialistischen Rechtswissenschaftlers Anton Menger übernommen, 1924 ein 12.000 Bände umfassender Teil der Büchersammlung Viktor Adlers. Nicht zustande kam der geplante Ankauf der bedeutenden Bibliothek des Anarchisten John Henry Mackay. Weniger bedeutend, aber doch beachtlich waren Schenkungen an die Bibliothek durch Karl Kautsky, Franz Domes und die Carnegie-Stiftung. Über den Buchbestand hinaus, bestand seit den 1920er Jahren auch ein „Archiv zur Geschichte des Sozialismus und der Arbeiterbewegung“, das unter anderem Dokumente aus dem Nachlass Adlers und der Schenkung durch Domes enthielt.
Eigens zum Aufbau seiner umfangreichen Sammlung sozialistischer und kommunistischer Literatur hatte Menger eigene Bücher-Einkaufsreisen nach Paris, London und Berlin unternommen. Als er 1906 starb, wurden die der Universität vermachten Bücher in deren Staatswissenschaftlichem Institut aufgestellt, wo sie entgegen dem Wunsch Mengers der Öffentlichkeit nicht zugänglich gemacht wurden. Der Leiter des Staatswissenschaftlichen Instituts Carl Grünberg, der Staatssekretär Otto Glöckel und Otto Bauer planten, Mengers und etliche weitere sozialwissenschaftliche Nachlassbibliotheken in der Bibliothek eines zu gründenden „Instituts für soziale Forschung“ zusammenzuführen. Nachdem dieses Vorhaben gescheitert war, wurde zwischen der Universität und der Arbeiterkammer ein Vertrag abgeschlossen, der bestimmte, dass Mengers Bibliothek leihweise an die AK ging, die die Kosten für die Übersiedlung zu tragen hatte und die Sammlung vom restlichen Bestand getrennt aufstellen sowie öffentlich zugänglich machen musste. Bis 1925 sind im Bibliotheksbudget namhafte Beträge für die Übernahme, Aufstellung und Katalogisierung der Menger-Bibliothek verzeichnet.
Den sozialwissenschaftlichen Teil der Bibliothek Viktor Adlers erwarb der SDAP-Parteivorstand um 20.000 Schweizer Franken von dessen Sohn und Erben Friedrich Adler. Dieser hatte beim Schweizer Metallarbeiterverband Schulden in derselben Höhe gemacht. Die SDAP bezahlte die Schulden an den Metallarbeiterverband und erlaubte, dass die gekaufte Bibliothek in Adlers Wohnung verblieb. Noch 1924 übergab Adler die Bücher allerdings der Arbeiterkammer, die SDAP war einverstanden und behielt nur Exemplare mit persönlicher Widmung in ihrem Besitz.
In den 1920er Jahren gehörte die Wiener AK Bibliothek zu den am besten dotierten Bibliotheken Österreichs, wodurch der Bestand von 80.000 Bänden im Jahr 1924 auf 140.000 im Jahr 1933 anwachsen konnte. Im Zuge der Weltwirtschaftskrise erlitt auch die Wiener Arbeiterkammer infolge der steigenden Arbeitslosenzahlen Einbußen, weshalb unter anderem auch der Ankaufsetat der Bibliothek gekürzt wurde. Von den 700 Zeitschriften- und Zeitungsabonnements im Jahr 1929 blieben 1932 nur noch 573 übrig.

### Das alte Gebäude und die Organisation
Die übernommenen Privatbibliotheken befanden sich in eigenen Räumen, der Hauptteil des Buchbestands in den Magazinen, wo er nach vier Formaten geteilt, fortlaufend aufgestellt war. Von ihm getrennt, wurden die mit einer eigenen Signaturengruppe ausgestatteten Periodika und Broschüren aufbewahrt. Ebenfalls eigene Signaturen hatten die Leihgaben der SDAP und der Universität Wien. Die Bibliothek war öffentlich zugänglich, aber eine Präsenzbibliothek, für deren Benutzung – zumindest laut den offiziellen Statuten – Passierscheine benötigt wurden. Der Leihverkehr war mit den wissenschaftlichen Bibliotheken Österreichs aufrecht, aber über die Büchernachweisstelle der Österreichischen Nationalbibliothek und das Zentralnachweisbüro deutscher Bibliotheken auch international möglich. Geöffnet war montags bis samstags von 14 bis 21 Uhr, an Sonn- und Feiertagen von 9 bis 13 Uhr. Im ersten Jahr kamen rund 1400 Benutzer, 1923 waren es bereits 5100, woraufhin sich der Lesesaal mit seinen 15 Plätzen als zu klein erwies. Deshalb wurde 1929 der Hof des Kammergebäudes überdacht und dort ein neuer Lesesaal errichtet, der 45 Plätze und zwei Etagen Stellraum für Bücherregale bot. Anstelle ehemaliger Tierställe des Landwirtschaftsministeriums und einiger Tiefparterreräume wurden neue Magazine geschaffen. Hauptbenutzergruppen waren Wissenschaftler, Studenten, Betriebsräte, Teilnehmer verschiedener Bildungskurse und Arbeiterkammerangestellte. Die Besucherzahl lag in den 1920er Jahren bei etwa 6000 pro Jahr, mit dem neuen Lesesaal stieg sie sprunghaft auf rund 26.000 im Jahr 1930. Im selben Jahr wurden 39.000 Bände in den Lesesaal entlehnt, 1932 gingen die Zahlen allerdings rasant auf etwa 16.000 Leser und 26.000 benutzte Bände zurück.
Die zwei bedeutendsten Ausstellungen vor dem Krieg zeigten 1924 anlässlich von Lenins Tod Dokumente zu dessen Verhaftung in Galizien und Ausreise in die Schweiz sowie 1926 die Geschichte des Sozialismus in Erst- und Originalausgaben. Während der Ausstellung der Dokumente zu Lenins Leben wurde der Schaukasten aufgebrochen und die Originale gestohlen. Friedrich Adler und Fritz Brügel nahmen damals an, dass das Diebesgut ins Moskauer Marx-Engels-Institut gebracht wurde.

### Austrofaschismus
Von der Machtübernahme durch die Austrofaschisten bis zum Anschluss 1938 musste die Wiener AK Bibliothek zwar finanzielle und vor allem personelle Einbußen hinnehmen, blieb aber im Wesentlichen bestehen und für die Öffentlichkeit zugänglich. Dies war nicht selbstverständlich, so wurden bereits nach den Februarkämpfen 1934 etliche Bibliotheken der Arbeiterbewegung beschlagnahmt. Nachdem die demokratisch gewählten Organe der Arbeiterkammer per Gesetz durch regierungstreue Verwaltungskommissionen ersetzt worden waren, überprüfte man die Arbeiterkammer-Bibliotheken in ganz Österreich und sperrte sie zumindest in Teilen. Säuberungsaktionen, bei denen unerwünschte Literatur entfernt wurde, betrafen vor allem die populären Arbeiter- und Volksbüchereien, weniger die sogenannten Studienbibliotheken mit ihren wissenschaftlichen Beständen. In letzteren wurde ungenehme Literatur lediglich unzugänglich gemacht. Die Wiener AK Bibliothek blieb von den Säuberungen weitgehend verschont, stellte allerdings seine Erwerbungspolitik in Richtung vom Regime verlangter Literatur um. Der möglicherweise auch an den Februarkämpfen beteiligte Leiter Fritz Brügel sah sich gezwungen, in die Tschechoslowakei auszuwandern, von wo aus er einen Brief an einen P.E.N.-Kongress richtete, in dem er die Kulturpolitik der österreichischen Regierung scharf kritisierte.
Bis 1937 war die Bibliothek fast uneingeschränkt benutzbar, erst ab da brauchte man für die Bestellung sozialistischer, kommunistischer und nationalsozialistischer Bücher eine über den Bibliotheksleiter einzureichende Erlaubnis des Generalsekretärs und des Präsidenten des Gewerkschaftsbundes. Dies sollte verhindern, dass Personen sozialistischer Gesinnung die Bibliothek benutzen. Trotzdem sollen Gegner des Regimes weiterhin den Lesesaal besucht und die Bibliothekare die Bestimmungen nicht rigoros angewendet haben. Die Leihgaben der SDAP gingen in das Eigentum des Bundes über, blieben aber in der Bibliothek.
Das Erwerbungsprofil passte man an das Regime an. Es kamen nun katholische Autoren, Theoretiker der berufsständischen Ordnung und Literatur aus dem Umfeld des Austrofaschismus an die Bibliothek. Auch der Zeitschriftenanzeiger berichtete während dieser Zeit über katholische und regimetreue Artikel.

### Nationalsozialismus
Am 11. März 1938 besetzten SA und SS das Gebäude in der Ebendorferstraße, am 12. März fand im Lesesaal eine Unterrichtung der AK-Angestellten über die neuen Verhältnisse samt Hissung der Hakenkreuzfahne statt. Die gesondert aufgestellten Gelehrtenbibliotheken wurden nach der Schließung Mitte März in Kisten verpackt, am 25. April erfolgte der Abtransport nach Berlin. Kurz danach scheiterte das Amsterdamer Internationale Institut für Sozialgeschichte bei dem Versuch, die Bestände durch einen Ankauf zu retten.
Berliner Vertreter der DAF, darunter der Bibliotheksleiter Hans Richter, kamen nach Wien, um die Übernahme der verbliebenen Bestände zu planen. Nach vergeblichen Widerständen österreichischer Nationalsozialisten begann der Abtransport im Jänner 1939. Über das weitere Schicksal der Bestände gibt es nur bruchstückhafte Informationen. Der Hauptteil landete wohl im Magazin der Zentralbücherei der AWI im Süden Berlins. Nach einer Übersiedlung in die Immelmannstraße 10 wurden deren Bücher während des Kriegs teilweise auf weitere Standorte verteilt. In der Immelmannstraße fand man nach Kriegsende dort verbliebene Bestände, darunter durch Besitzvermerke identifizierbare Bücher der AK-Bibliothek Wien. Der Verbleib dieser Bücher nach 1945 ist ungeklärt, möglicherweise wurden Teile in die USA oder die Sowjetunion gebracht.
Vom entführten Bestand wurde nach dem Krieg nur ein Viertel (rund 35.000 Bände) zurückerstattet. Bis in die 1950er erhielt die AK Bibliothek kleinere Sendungen von nach Polen und in die Tschechoslowakei verbrachten Büchern. Der Großteil (rund 20.000 Bände) kam aus einem US-Sammellager für rückzuerstattende Kulturgüter, dem Offenbach Archival Depot. In den 1990ern folgten schließlich kleine Sendungen geraubter Bücher von der Universitätsbibliothek der Freien Universität Berlin und der Staatsbibliothek zu Berlin.

### Wiedererrichtung
Bereits am 25. August 1945 begann die Wiener Arbeiterkammer mit dem Neuaufbau ihrer Bibliothek, vor allem ein Grundbestand an juristischer Literatur war für den Büroalltag unabdingbar. Der endgültige Verlust der entführten Bestände war noch nicht bekannt und man begann damit, Werke aus privatem Besitz, aus Bibliotheken und Buchhandlungen zusammenzutragen. Von der alten Bibliothek waren nur leere Regale und eine Leiter geblieben. Beim Bestandsaufbau behilflich waren unter anderen Benedikt Kautsky und Bruno Pittermann. Im Jahr 1946 übernahm man die 1150 Bände umfassende Nachlassbibliothek des Juristen Leo Verkauf. Ende 1946 verfügte man bereits über etwa 5000 Bände und 100 aktuelle Zeitschriften.
Am 6. März 1950 eröffnete die Bibliothek und war nun auch der Öffentlichkeit wieder zugänglich. Da aber die Funktion der Bibliothek für die Arbeit der Arbeiterkammer weiterhin im Vordergrund stand, entschied man sich, die Bücher nicht außer Haus zu verleihen. Gegenüber etlichen anderen Wiener Büchereien der Arbeiterkammer, etwa in Schulungsheimen, übernahm man eine Leitfunktion. Eine geplante, österreichweite Zusammenarbeit der AK-Bibliotheken in Form eines gemeinsamen Aufstellungssystems, Bucheinkaufs und Zentralkatalogs scheiterte Ende der 1940er. Im Jahr 1958 integrierte sich die Wiener AK Bibliothek ins österreichische Bibliothekswesen. Sie nahm nun am Leihverkehr teil, arbeitete am Zentralkatalog ausländischer Zeitschriften (ZAZ) mit und trat Verbänden und Fachgremien bei.
In den 1950ern standen jährlich zwischen 200.000 und 500.000 Schilling für Neuerwerbungen zur Verfügung. Neben Neuerscheinungen wurden auch ältere Standardwerke im Antiquariatshandel wiedererworben, Sammelschwerpunkte waren wie vor dem Krieg Wirtschaft, Politik, Arbeiterbewegung, Recht, Soziologie und Zeitgeschichte. Erwähnenswert sind der Ankäufe der 3000 Bände umfassenden Bibliothek Karl Renners 1951, der heute umfangreichsten Sammlung zum Wiener Oktoberaufstand 1848 und der Bücher sowie des Archivs des Steyrermühl-Verlags. Im Jahr 1960 verfügte die Bibliothek bereits wieder über rund 70.000 Bände. Neben einem Autoren- und einem Titelkatalog nach den Preußischen Instruktionen wurde zusätzlich bald auch ein Schlagwortkatalog und ein systematischer Katalog nach der Dewey-Dezimalklassifikation eingeführt. Im Magazin wurde nach fortlaufender Nummer aufgestellt. Der Lesesaal verfügte über 45 Plätze, um Berufstätigen entgegenzukommen, war bis 20 Uhr und am Samstag Vormittag geöffnet. An Einrichtungen wie Gewerkschaften wurde auch außer Haus verliehen, gewöhnliche Besucher mussten im Lesesaal lesen. Ausgehoben wurden die Bücher auf Bestellung beim Bibliothekspersonal. Die Besucher stiegen von 1100 im Jahr 1950 auf 7500 im Jahr 1957, die Zahl der benutzten Bücher im gleichen Zeitraum von 2100 auf 9500. War der Anteil der Arbeitnehmer anfangs mit über 50 % außergewöhnlich hoch, sank er in den folgenden Jahren auf etwas über 30 %. Die primäre Besuchergruppe der Bibliothek bilden seither Studenten und Wissenschaftler.

### Übersiedlung
Im Oktober 1959 begann die Übersiedlung der Bibliothek in das neu gebaute Hauptgebäude der Wiener Arbeiterkammer in der Prinz-Eugen-Straße. Die Raumnot in der Ebendorferstraße hatte bereits zuvor die Auslagerung einiger Bestände notwendig gemacht und so kam die Errichtung neuer, großzügig bemessener Bibliotheksräumlichkeiten mehr als gelegen. Von Oktober bis Dezember 1959 verpackten Mitarbeiter die Buchbestände in 2300 Kisten, die ab Jänner 1960 im neuen Lesesaal nach Nummern geordnet zwischengelagert wurden. Ab März brachte man die Bestände mit dem Aufzug in die Magazine, wo sie zuerst grob und danach feiner geordnet in die Regale geschlichtet wurden. Am 8. Juni 1960 wurde schließlich der Lesesaal der Öffentlichkeit geöffnet. Der Bibliotheksbau war einer der modernsten Wiens und – wie bis in die 1970er Jahre üblich – dreigeteilt. Er verfügte über einen Verwaltungstrakt im 1. Stock des Gebäudes, eine Magazinszone vom Erdgeschoß bis ins 4. Untergeschoß und einen Leserbereich im Erdgeschoß. Die großzügigen Magazine hatten damals eine Nutzfläche von 1630 m² und waren mit Klima- und Rauchwarnanlagen ausgestattet. Metallregale boten einen Stellraum von rund zehn Kilometern. Der Lesesaal beherbergte 30 Arbeitstische und eine Freihandaufstellung von mehreren tausend Bänden, der Katalogsaal wurde im Lauf der Zeit mit Informationsschaltern, der Buchentlehnung, einer Garderobe, Kopierern, Mikroformlesegeräten, Terminals, Sitzgruppen und Computerarbeitsplätzen ausgestattet. Zusammen mit dem Verwaltungstrakt verfügte der Leserbereich über rund 800 m² Nutzfläche. Im Jahr 1987 wurde mit der Errichtung des AK-Bildungszentrums in der nahegelegenen Plößlgasse ein neues Depot errichtet.
Erwähnenswerte Buchspenden kamen von der Arbeiterkammer Steiermark, dem Arbetarrölens Arkiv Stockholm und einer Reihe von sozialistischen Politikern und Gewerkschaftern, wie etwa den Bundespräsidenten Adolf Schärf und Franz Jonas. Größere Bestände kamen 1963 aus dem Eigentum der Gewerkschaft der Metall- und Bergarbeiter sowie der sozialdemokratischen Journalisten Jacques Hannak (1979) und Otto Koenig (1983). In den 1980er Jahren folgten die wissenschaftlichen Privatbibliotheken Norbert Lesers, Ernst Bornemanns, Robert Planks und Joseph T. Simons. Als neue Sammelbereiche gelangten mit dem Entstehen neuer gesellschaftlicher Bewegungen während der 1980er Jahre auch die Themenfelder Feminismus und Ökologie in den Blick der Bibliothek.

### Bis heute
Die AK Bibliothek Wien entwickelte zusammen mit einer EDV-Firma früh ein eigenes integriertes Bibliothekssystem namens Bibliotheksorganisationssystem. BIBOS ging 1982 in Betrieb und ermöglichte computergestütztes Katalogisieren und Erwerben, was einen Anstieg der von den Bibliothekaren pro Jahr bewältigten Buchbearbeitungen ermöglichte. Die Umstellung der Entlehnung auf EDV erfolgte 1986. Bereits 1996 konnte der BIBOS-Verbundkatalog auch über das WWW durchsucht werden und war zusätzlich als CD-ROM erhältlich. Seit der Bestand elektronisch durchsuchbar war, sank das Bedürfnis der Benutzer nach den jährlich erscheinenden Zuwachsverzeichnissen. Sie wurden 1995 eingestellt.
Erst in den 1990er Jahren erreichten die Besucherzahlen wieder ungefähr die bisherigen Höchstwerte der 1960er Jahre: jährlich kamen rund 11.000 Leser, täglich waren es über 40 Personen. Hauptlesergruppe blieben die Studenten, deren Anteil sich auf Kosten der Arbeitnehmer erhöhte. In den 1960er und 1970ern kamen 56 % Studenten, 31 % Arbeitnehmer und 10 % Pensionisten, in den 1980er und 1990ern waren es 66 % Studenten, 24 % Arbeitnehmer und 9 % Pensionisten. Der Frauenanteil stieg von 27 % im Jahr 1987 auf 43 % im Jahr 1996. Die benutzten Bände beliefen sich in den 1960ern auf rund 19.000, in den 1990ern bereits auf 28.000. Die Anzahl der Bände pro Leser stieg von 1,8 auf 3,0. Die Entlehnungen an AK-Angestellte stiegen von jährlich 4.400 in den 1960ern auf 8.700 in den 1980ern und 1990ern. Nicht in die Entlehnzahlen miteinbezogen ist der Zeitschriftenumlauf innerhalb der AK. In dessen Rahmen gab die Bibliothek 1996 rund 90.000 Mal aktuelle Zeitschriften an Mitarbeiter oder Abteilungen der AK aus.
Im Jahr 2003 trat man dem OBVSG bei und ersetzte BIBOS durch Aleph. Ab 2006 fand ein Umbau statt, der die Bibliothek zwang, samt dem Großteil ihrer Bestände in ein Ausweichquartier zu übersiedeln. Dieses befand sich in der nahegelegenen Technisch-Gewerblichen Abendschule, Plößlgasse 13 und verfügte über keinen Lesesaal. Die Erneuerung und Erweiterung der eigenen Räumlichkeiten war 2008 abgeschlossen.